# Pharsalia gibbifera
Pharsalia gibbifera är en skalbaggsart som först beskrevs av Guérin-Méneville 1844.  Pharsalia gibbifera ingår i släktet Pharsalia och familjen långhorningar. Inga underarter finns listade i Catalogue of Life.